# Марія Діана
Марія Діана (італ. Maria Diana; нар. 21 листопада 1985) — італійська борчиня вільного стилю, срібна призерка Середземноморського чемпіонату, срібна призерка Середземноморських ігор.

## Життєпис
Боротьбою почала займатися з 2001 року.
Виступала за спортивний клуб «Fiamme Oro» Рим. Тренер — Філіберто Дельгадо.

## Спортивні результати на міжнародних змаганнях

### Виступи на Чемпіонатах світу
| Змагання                        | Збірна | Вагова категорія          | Місце |
| ------------------------------- | ------ | ------------------------- | ----- |
| Чемпіонат світу з боротьби 2009 | Італія | жіноча боротьба, до 63 кг | 20    |
| Чемпіонат світу з боротьби 2011 | Італія | жіноча боротьба, до 63 кг | 27    |
| Чемпіонат світу з боротьби 2013 | Італія | жіноча боротьба, до 63 кг | 8     |

### Виступи на Чемпіонатах Європи
| Змагання                         | Збірна | Вагова категорія          | Місце |
| -------------------------------- | ------ | ------------------------- | ----- |
| Чемпіонат Європи з боротьби 2008 | Італія | жіноча боротьба, до 63 кг | 12    |
| Чемпіонат Європи з боротьби 2009 | Італія | жіноча боротьба, до 63 кг | 15    |
| Чемпіонат Європи з боротьби 2011 | Італія | жіноча боротьба, до 63 кг | 9     |
| Чемпіонат Європи з боротьби 2012 | Італія | жіноча боротьба, до 63 кг | 7     |
| Чемпіонат Європи з боротьби 2014 | Італія | жіноча боротьба, до 63 кг | 10    |

### Виступи на Чемпіонатах серед студентів
| Змагання                                        | Збірна | Вагова категорія          | Місце |
| ----------------------------------------------- | ------ | ------------------------- | ----- |
| Чемпіонат світу з боротьби серед студентів 2008 | Італія | жіноча боротьба, до 63 кг | 5     |
| Чемпіонат світу з боротьби серед студентів 2010 | Італія | жіноча боротьба, до 67 кг | 8     |

### Виступи на Середземноморських чемпіонатах
| Змагання                                     | Збірна | Вагова категорія          | Місце  |
| -------------------------------------------- | ------ | ------------------------- | ------ |
| Середземноморський чемпіонат з боротьби 2010 | Італія | жіноча боротьба, до 63 кг | Срібло |

### Виступи на Середземноморських іграх
| Змагання                    | Збірна | Вагова категорія          | Місце  |
| --------------------------- | ------ | ------------------------- | ------ |
| Середземноморські ігри 2013 | Італія | жіноча боротьба, до 63 кг | Срібло |

### Виступи на інших змаганнях
| Змагання                                                        | Збірна | Вагова категорія          | Місце  |
| --------------------------------------------------------------- | ------ | ------------------------- | ------ |
| Austrian Ladies Open 2005                                       | Італія | жіноча боротьба, до 63 кг | 9      |
| Austrian Ladies Open 2006                                       | Італія | жіноча боротьба, до 55 кг | 13     |
| Austrian Ladies Open 2007                                       | Італія | жіноча боротьба, до 63 кг | 10     |
| Олімпійський кваліфікаційний турнір з боротьби 2008 (Едмонтон)  | Італія | жіноча боротьба, до 63 кг | 17     |
| Олімпійський кваліфікаційний турнір з боротьби 2008 (Хапаранда) | Італія | жіноча боротьба, до 63 кг | 11     |
| Klippan Lady Open 2010                                          | Італія | жіноча боротьба, до 63 кг | 9      |
| Золотий Гран-прі з боротьби 2010 (Кліппан )                     | Італія | жіноча боротьба, до 63 кг | 9      |
| Золотий Гран-прі з боротьби 2010 (Баку)                         | Італія | жіноча боротьба, до 63 кг | 13     |
| Klippan Lady Open 2011                                          | Італія | жіноча боротьба, до 63 кг | 7      |
| Турнір міста Сассарі з боротьби 2011                            | Італія | жіноча боротьба, до 63 кг | 4      |
| Меморіал Іона Корнеану 2011                                     | Італія | жіноча боротьба, до 63 кг | 5      |
| Trophee Milone 2011                                             | Італія | жіноча боротьба, до 63 кг | Золото |
| Nordhagen Classics 2012                                         | Італія | жіноча боротьба, до 63 кг | Золото |
| Олімпійський кваліфікаційний турнір з боротьби 2012 (Софія)     | Італія | жіноча боротьба, до 63 кг | 16     |
| Олімпійський кваліфікаційний турнір з боротьби 2012 (Тайюань)   | Італія | жіноча боротьба, до 63 кг | 9      |
| Олімпійський кваліфікаційний турнір з боротьби 2012 (Гельсінкі) | Італія | жіноча боротьба, до 63 кг | 11     |
| Меморіал Вацлава Циолковського 2013                             | Італія | жіноча боротьба, до 63 кг | 10     |
| Золотий Гран-прі з боротьби 2014 (Париж)                        | Італія | жіноча боротьба, до 63 кг | 8      |
| Турнір «Олімпія» 2014                                           | Італія | жіноча боротьба, до 75 кг | Золото |
| Henri Deglane Challenge 2014                                    | Італія | жіноча боротьба, до 69 кг | Бронза |

### Виступи на змаганнях молодших вікових груп
| Змагання                                       | Збірна | Вагова категорія          | Місце |
| ---------------------------------------------- | ------ | ------------------------- | ----- |
| Чемпіонат світу з боротьби серед юніорів 2005  | Італія | жіноча боротьба, до 63 кг | 7     |
| Чемпіонат Європи з боротьби серед юніорів 2005 | Італія | жіноча боротьба, до 63 кг | 12    |